# Air Deccan

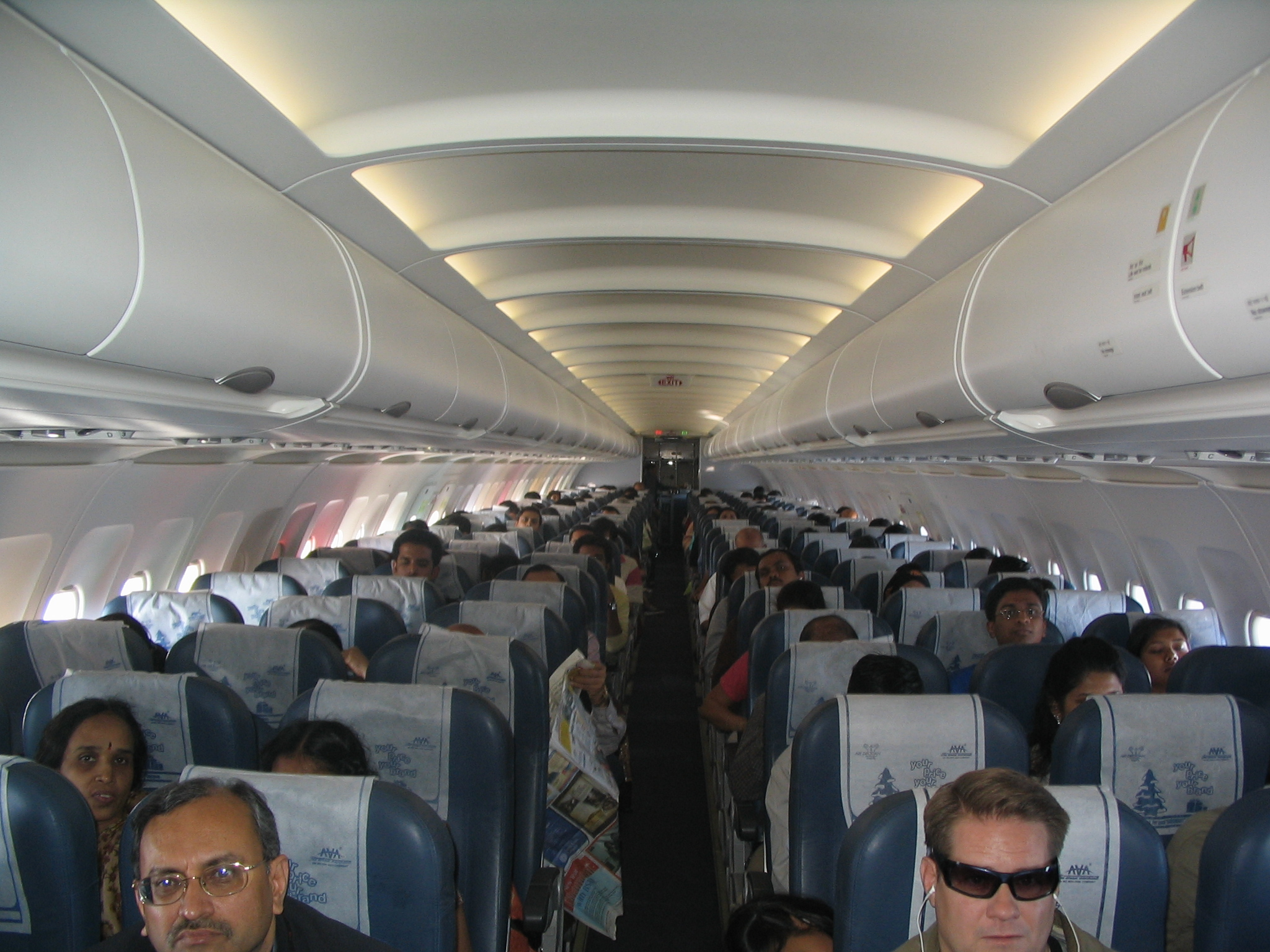
Interior of Air Deccan Airbus A320

Air Deccan (tiếng Kannada: ಏರ್ ಡೆಕ್ಕನ್; tiếng Hindi: एयर डेक्कन) là một hãng hàng không có trụ sở tại Bangalore, Ấn Độ. Đây là hãng hàng không giá rẻ đầu tiên của Ấn Độ, hiện đang hoạt động 350 chuyến bay đến 64 điểm đến mỗi ngày bên trong Ấn Độ. Trụ sở chính của hãng này là Sân bay quốc tế HAL Bangalore, với một trung tâm hoạt động thứ cấp tại Sân bay quốc tế Chennai, Chennai. 

## Lịch sử
Air Deccan đã phát triển nhanh từ khi bắt đầu hoạt động vào tháng 8 năm 2003, và bất chấp chuyến bay khai trương bị tại nạn (bắt lửa), hãng vẫn tiếp tục phát triển.
Hiện công ty này có tỷ lệ sở hữu: Deccan Aviation (98,4%) và Investec (1.96%).

## Đội tàu bay
Đội tàu bay của Air Deccan đến tháng 3 năm 2007 gồm các loại máy bay sau:
- 19 Airbus A320-232 (cộng thêm 62 chiếc đặt hàng 4 chiếc đã giao)
- 3 ATR 42-300
- 2 ATR 42-320
- 9 ATR 42-500
- 7 ATR 72-500

Tuổi trung bình của máy bay của Air Deccan đến tháng 4 năm 2006 là 6,1 năm.